# Oligozaharidă

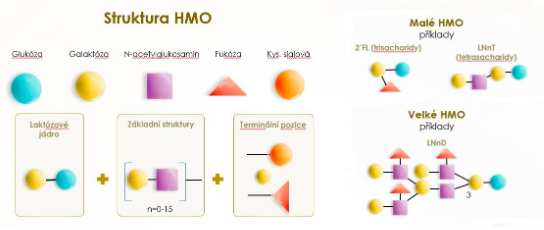
Structură chimică

Oligozaharidele sunt substanțe organice constituite din 2-10 resturi de monozaharide unite prin punți eterice (C- O- C) și care eliberează prin hidroliză monozaharidele constituente; hidrați de carbon cu molecula compusă din două până la șase molecule de monozaharide.